# Luca Vernizzi
Luca Vernizzi (Santa Margherita Ligure, 2 settembre 1941) è un artista e pittore italiano di arte contemporanea.

## Biografia
Figlio del pittore Renato Vernizzi, dal 1963 al 1967 affianca Leonardo Borgese alla critica d'arte del Corriere della Sera. La sua prima mostra personale è del 1968 a Milano nelle sale della Galleria Pagani. Nel 1975 gli viene allestita un'ampia rassegna al Museo d'Arte Moderna di Saarbrücken. Nello stesso anno inizia l'attività di docente all'Accademia di Brera di Milano, che si protrarrà fino al 2013. 
Nel 1979, con il patrocinio del Comune di Milano, espone l'opera La vita dell'uomo presso l'Arengario. È del 1981, presso la Galleria Cortina, un florilegio di suoi ritratti a personaggi famosi, fra i quali Giorgio Armani, Michele Alboreto, Riccardo Bacchelli, Pietro Barilla, Alberto Bevilacqua, Enzo Biagi, Valentino Bompiani, Dino Buzzati, Emerson Fittipaldi, Alberto Lattuada, Mino Maccari, Giulietta Masina, Eugenio Montale, Ruggero Orlando, Edilio Rusconi, Luciana Savignano, Giulietta Simionato, Mario Tobino, Umberto Veronesi.
Ha fatto parte, dal 1988, degli artisti della Compagnia del Disegno di Milano, dove nel 1992 Giovanni Testori lo presenta in catalogo.
Fra le altre mostre, si ricordano: Galleria Nazionale Ataturk ad Ankara (1995), Archivi Imperiali della Città Proibita di Pechino (1996), Centro Culturale Borges di Buenos Aires (2004). Nel 2011 realizza un monumento dedicato a Giovanni Paolo II presso il Santuario del Divino Amore di Roma ed espone il pannello Ieri sera Caravaggio alla 54. Biennale di Venezia. Nel 2016 viene allestita alla Triennale di Milano un'esposizione delle sue opere con titolo "L'inerenza e l'altrove". Nell'ambito della Milanesiana 2018, Elisabetta Sgarbi gli organizza una mostra personale al Museo Civico di Bormio, denominata "il ritratto, il volto, l'identità"